# Tiago (football)
Pour les articles homonymes, voir Cardoso et Thiago.
Tiago, de son vrai nom Tiago Cardoso Mendes, né le 2 mai 1981 à Viana do Castelo (Portugal), est un footballeur international portugais qui évolue au poste de milieu relayeur.

## Biographie

### Débuts au Portugal (1999-2004)
Il commence sa carrière en 1999 au Sporting Braga. Il commence à jouer dans l'équipe réserve durant la saison 1999-2000 et intègre l'équipe première dès sa première saison. Il est transféré en janvier 2002 dans le club phare du football portugais, le Benfica. Titulaire indiscutable, il devient au milieu de terrain l'un des maîtres à jouer de l'équipe de Lisbonne. Il intègre alors logiquement l'équipe nationale du Portugal le 20 novembre 2002 à l'occasion d'un match opposant la sélection portugaise à l'équipe d'Écosse. Des rumeurs portent à croire que le jeune milieu de terrain avait alors attiré l'attention d'Arsène Wenger, le manager d'Arsenal alors à la recherche d'un joueur capable de remplacer Patrick Vieira supposé en partance en 2003. Patrick Vieira prolongea finalement son contrat et resta à Arsenal une saison supplémentaire.

### Passage à Chelsea (2004-2005)
À la fin de la saison 2004, Tiago quitte Benfica pour le championnat anglais. Il rejoint alors pour une somme d'environ dix millions de livres (quinze millions d'euros) le club londonien de Chelsea et son nouvel entraîneur, le Portugais José Mourinho. Il réalise une bonne saison 2004-2005 en participant à trente-quatre matchs de championnat et onze matchs de Ligue des champions. Les supporters de Chelsea gardent un bon souvenir de la saison de cet infatigable travailleur du milieu de terrain, également auteur de quatre buts. Ils se rappellent plus particulièrement d'un magnifique but inscrit d'une frappe lointaine lors d'une victoire 3-1 contre le rival Manchester United. En août 2005, Tiago est transféré à l'Olympique lyonnais pour sept millions de livres (douze millions d'euros). Beaucoup à Chelsea étaient déçus de son départ. Ce départ de Tiago devenait cependant quasiment inéluctable avec l'arrivée de Michael Essien à Chelsea qui faisait alors le chemin inverse.

### Années lyonnaises (2005-2007)

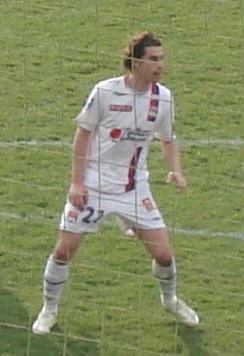
Tiago sous les couleurs de l'Olympique lyonnais.

Dès sa première saison à l'Olympique lyonnais, Tiago devient l'une des pièces maîtresses du milieu de terrain de l'équipe lyonnaise. Son intégration à l'équipe est facilitée par la présence de nombreux Brésiliens dans l'équipe lyonnaise partageant avec lui la même langue. Les supporters lyonnais apprécient particulièrement sa régularité et son travail incessant. Par ailleurs, Tiago joue régulièrement dans l'équipe du Portugal, sans pour autant s'imposer comme un titulaire incontestable aux yeux du sélectionneur Luiz Felipe Scolari. Ses principaux concurrents au milieu de terrain sont Maniche, Costinha ou Petit.
Il marque son premier but avec Lyon lors de la 8e journée de championnat contre Lens (1-1), puis un autre à Rennes 11 jours plus tard pour une victoire 3-1 au stade de la route de Lorient. Il inscrira un nouveau but lors de la 21e journée lors de l'Olympico contre Marseille, victoire 2-1 à Gerland. Il se distinguera surtout lors du match retour de LDC contre le PSV Eindhoven en inscrivant un doublé et en rendant une copie parfaite pour une victoire 4-0 des lyonnais. Il marquera ensuite le seul but du match contre Troyes pour une victoire 0-1 lors de la 33e journée, puis un dernier but contre Le Mans à l'ultime journée du championnat, parachevant une victoire de l'OL 8-1, et le 5e titre de champion de France des Gones. La première saison de Tiago sous le maillot lyonnais lui permet d'être sélectionné pour le Ballon d'or 2006.
Lors de la saison 2006-2007, il marquera respectivement à Nice et Lorient (victoire 4-1 et 3-1), puis lors du derby à Gerland, il offre la victoire aux gones grâce à un petit ballon piqué (2-1), il marquera plus en championnat jusqu'au match retour contre ces mêmes stéphanois, en inscrivant l'un des plus beaux buts de la saison, une merveille de frappe lobée, tout en finesse, auquel Jérémie Janot ne peut rien faire, pour une victoire finale 3-1 des lyonnais en terre ennemie. Il marquera aussi lors de cette saison 2 buts en Ligue des Champions, contre le Real Madrid et le Steaua Bucarest.

### Juventus FC (2007-2010)

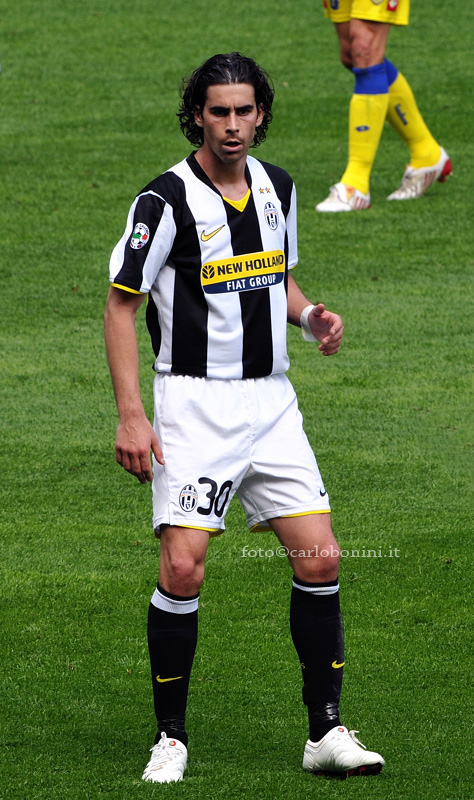
Tiago avec la Juventus de Turin en 2009.

Lors du Mercato 2007, après deux années passées à l'Olympique lyonnais, il est transféré à la Juventus de Turin pour 13 millions d'euros, plus 2 millions d'euros additionnels en fonction des résultats sportifs du club italien au cours des 3 prochaines saisons. Il signe un contrat de 5 ans avec la formation turinoise. Depuis, il ne joue qu'en de très rares occasions, l'entraîneur lui préférant d'autres joueurs lorsqu'il n'est pas blessé. Il n'est plus appelé en équipe nationale à cause de son faible temps de jeu.
Cependant, depuis novembre 2008, et des prestations de haut vol, Tiago devient petit à petit un titulaire dans le onze turinois qui fait face aux blessures conjuguées de Zanetti et Poulsen. Après une légère blessure durant le match perdu face à l'inter de Milan, le 22 novembre 2008, il forme depuis son retour à la mi-janvier avec Sissoko un duo complémentaire et efficace en récupération.

### Atlético de Madrid (2010-2017)
En manque de temps de jeu à la Juventus, il est prêté en janvier 2010 à l'Atlético de Madrid. S'intégrant parfaitement au collectif madrilène, il participe à la belle fin de saison de l'Atlético et remporte la Coupe du Roi. Ayant disputé la Ligue des champions de l'UEFA 2009-2010, il ne participe cependant pas à la victoire de son club en Ligue Europa à la fin de cette saison. Il est convoqué pour participer avec la sélection portugaise à la Coupe du monde 2010 en Afrique du Sud. À cette occasion, il inscrit justement ses deuxième et troisième buts en sélection, le 21 juin 2010, face à la Corée du Nord (7-0). Cristiano Ronaldo, élu meilleur joueur de ce match donnera son trophée à Tiago, qui le méritait plus que lui selon ses dires, Tiago avait mis 2 but et Ronaldo 1 seul.

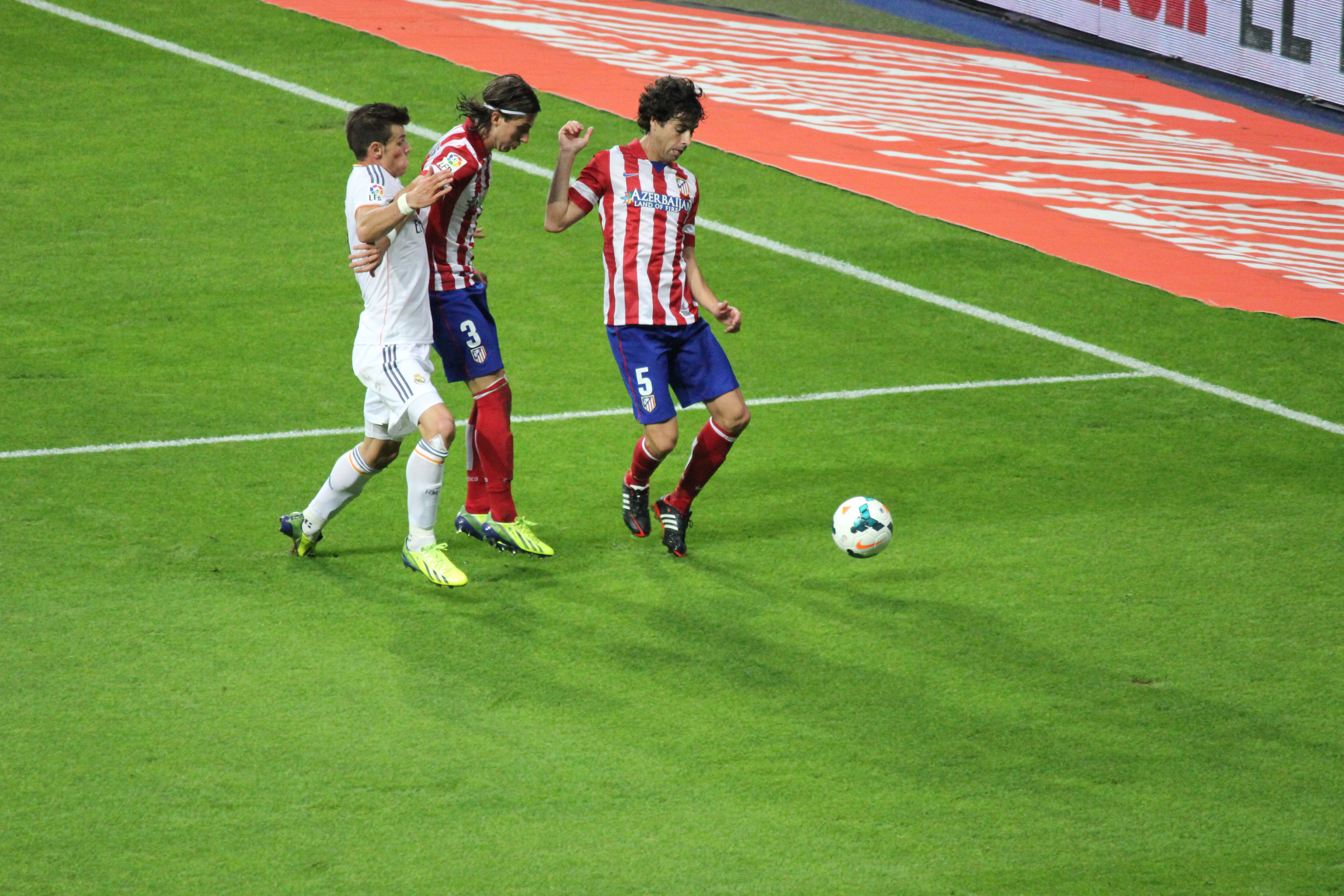
Tiago lors de Real Madrid-Atlético de Madrid en 2013.

En août 2010, et sur demande du joueur, celui que l'on nomme en Italie Lavatrice (la machine à laver) ou encore Bradipo, est prêté une saison supplémentaire par la Juventus à l'Atlético de Madrid.
Le 4 novembre 2010, Tiago inscrit un but sensationnel contre Rosenborg en Ligue Europa. Partant du milieu de terrain, il élimine 3 joueurs adverses avant de placer une frappe imparable des 23 mètres. Bien qu'il inscrit quelques buts importants pour son club, il apparait moins incontestable au sein du milieu de terrain des colchoneros. Mario Suárez, Paulo Assunção et Raúl García rognent en effet de plus en plus le temps de jeu du Portugais.
Le 17 janvier 2011, il décide de mettre un terme à sa carrière internationale, après 58 sélections et 3 buts au compteur.
Le 20 juillet 2011, il résilie son contrat avec la Juventus de Turin et signe avec l'Atlético de Madrid pour deux ans.
Il participe à la finale perdue de son équipe face au Réal Madrid en Ligue des Champions (victoire 4-1 des madrilènes après prolongations).
Il met un terme à sa carrière de joueur à l'issue de la saison 2016-2017 dans l'idée d'intégrer le staff de l'entraîneur de l'Atletico Diego Simeone.

## Statistiques
| Saison                | Club                      | Championnat           | Championnat | Championnat | Coupe nationale | Coupe nationale | Coupe de la Ligue | Coupe de la Ligue | Supercoupe | Supercoupe | Compétition(s) continentale(s) | Compétition(s) continentale(s) | Compétition(s) continentale(s) | Portugal | Portugal | Total | Total |
| Saison                | Club                      | Division              | M.          | B.          | M.              | B.              | M.                | B.                | M.         | B.         | Comp.                          | M.                             | B.                             | M.       | B.       | M.    | B.    |
| 1999-2000             | Sporting Braga            | Superliga             | 18          | 1           | -               | -               | -                 | -                 | -          | -          | -                              | -                              | -                              | -        | -        | 18    | 1     |
| 2000-2001             | Sporting Braga            | Superliga             | 27          | 0           | -               | -               | -                 | -                 | -          | -          | -                              | -                              | -                              | -        | -        | 27    | 0     |
| 2001-2002             | Sporting Braga            | Superliga             | 17          | 3           | -               | -               | -                 | -                 | -          | -          | -                              | -                              | -                              | -        | -        | 17    | 3     |
| Sous-total            | Sous-total                | Sous-total            | 62          | 4           | -               | -               | -                 | -                 | -          | -          | -                              | -                              | -                              | -        | -        | 62    | 4     |
| 2001-2002             | Benfica Lisbonne          | Superliga             | 15          | 1           | -               | -               | -                 | -                 | -          | -          | -                              | -                              | -                              | -        | -        | 15    | 1     |
| 2002-2003             | Benfica Lisbonne          | Superliga             | 31          | 13          | -               | -               | -                 | -                 | -          | -          | -                              | -                              | -                              | 4        | 0        | 35    | 13    |
| 2003-2004             | Benfica Lisbonne          | Superliga             | 29          | 5           | 3               | 2               | -                 | -                 | -          | -          | C1+C3                          | 1+8                            | 0+3                            | 6        | 0        | 47    | 10    |
| Sous-total            | Sous-total                | Sous-total            | 75          | 19          | 3               | 2               | -                 | -                 | -          | -          | -                              | 9                              | 3                              | 10       | 0        | 97    | 24    |
| 2004-2005             | Chelsea FC                | Premier League        | 34          | 4           | 4               | 0               | 2                 | 0                 | -          | -          | C1                             | 11                             | 0                              | 5        | 0        | 56    | 4     |
| 2005-2006             | Chelsea FC                | Premier League        | -           | -           | -               | -               | -                 | -                 | 1          | 0          | -                              | -                              | -                              | 1        | 0        | 2     | 0     |
| Sous-total            | Sous-total                | Sous-total            | 34          | 4           | 4               | 0               | 2                 | 0                 | 1          | 0          | -                              | 11                             | 0                              | 6        | 0        | 58    | 4     |
| 2005-2006             | Olympique lyonnais        | Ligue 1               | 29          | 5           | 3               | 0               | -                 | -                 | -          | -          | C1                             | 8                              | 2                              | 11       | 0        | 51    | 7     |
| 2006-2007             | Olympique lyonnais        | Ligue 1               | 27          | 4           | 2               | 0               | 3                 | 0                 | -          | -          | C1                             | 8                              | 2                              | 10       | 1        | 50    | 7     |
| Sous-total            | Sous-total                | Sous-total            | 56          | 9           | 5               | 0               | 3                 | 0                 | -          | -          | -                              | 16                             | 4                              | 21       | 1        | 101   | 14    |
| 2007-2008             | Juventus FC               | Série A               | 20          | 0           | 3               | 0               | -                 | -                 | -          | -          | -                              | -                              | -                              | 1        | 0        | 24    | 0     |
| 2008-2009             | Juventus FC               | Série A               | 15          | 0           | 2               | 0               | -                 | -                 | -          | -          | C1                             | 3                              | 0                              | 5        | 0        | 25    | 0     |
| 2009-2010             | Juventus FC               | Série A               | 7           | 0           | -               | -               | -                 | -                 | -          | -          | C1                             | 3                              | 0                              | 5        | 0        | 15    | 0     |
| Sous-total            | Sous-total                | Sous-total            | 42          | 0           | 5               | 0               | -                 | -                 | -          | -          | -                              | 6                              | 0                              | 11       | 0        | 64    | 0     |
| 2009-2010             | Atlético de Madrid (prêt) | Liga                  | 18          | 2           | 5               | 1               | -                 | -                 | -          | -          | -                              | -                              | -                              | 7        | 2        | 30    | 5     |
| 2010-2011             | Atlético de Madrid (prêt) | Liga                  | 31          | 4           | 2               | 0               | -                 | -                 | -          | -          | C3                             | 6                              | 1                              | 3        | 0        | 42    | 5     |
| 2011-2012             | Atlético de Madrid        | Liga                  | 24          | 0           | -               | -               | -                 | -                 | -          | -          | C3                             | 8                              | 0                              | -        | -        | 32    | 0     |
| 2012-2013             | Atlético de Madrid        | Liga                  | 22          | 2           | 3               | 0               | -                 | -                 | -          | -          | C3                             | 5                              | 0                              | -        | -        | 30    | 2     |
| 2013-2014             | Atlético de Madrid        | Liga                  | 23          | 2           | 3               | 0               | -                 | -                 | -          | -          | C1                             | 7                              | 0                              | -        | -        | 33    | 2     |
| 2014-2015             | Atlético de Madrid        | Liga                  | 31          | 5           | 1               | 0               | -                 | -                 | 1          | 0          | C1                             | 4                              | 0                              | 8        | 0        | 45    | 5     |
| 2015-2016             | Atlético de Madrid        | Liga                  | 14          | 1           | -               | -               | -                 | -                 | -          | -          | C1                             | 5                              | 0                              | -        | -        | 19    | 1     |
| 2016-2017             | Atlético de Madrid        | Liga                  | 11          | 1           | -               | -               | -                 | -                 | -          | -          | C1                             | 3                              | 0                              | -        | -        | 14    | 1     |
| Sous-total            | Sous-total                | Sous-total            | 174         | 17          | 14              | 1               | -                 | -                 | 1          | 0          | -                              | 38                             | 1                              | 18       | 2        | 245   | 21    |
| Total sur la carrière | Total sur la carrière     | Total sur la carrière | 443         | 53          | 31              | 3               | 5                 | 0                 | 2          | 0          | -                              | 80                             | 8                              | 66       | 3        | 627   | 67    |

## Palmarès

### En club
- Benfica Lisbonne
  - Vainqueur de la Coupe du Portugal : 2004
- Chelsea FC
  - Vainqueur du Championnat d'Angleterre : 2005
  - Vainqueur de la Carling Cup : 2005
  - Vainqueur du Community Shield : 2005
- Olympique Lyonnais
  - Champion de France (2) : 2006 et 2007
  - Vainqueur du Trophée des champions (2) : 2005 et 2006
  - Finaliste de la Coupe de la Ligue : 2007
- Atlético de Madrid
  - Vainqueur de la Supercoupe de l'UEFA : 2010
  - Finaliste de la Coupe d'Espagne : 2010
  - Vainqueur de la Ligue Europa : 2012
  - Vainqueur de la Coupe d'Espagne : 2013
  - Champion d'Espagne : 2014
  - Vainqueur de la Supercoupe d'Espagne : 2014
  - Finaliste de la Ligue des champions de l'UEFA : 2014 & 2016

### En sélection
- Portugal
  - Vice-champion d'Europe : 2004
  - 4e de la Coupe du monde : 2006